# 南部バイパス (国道180号)

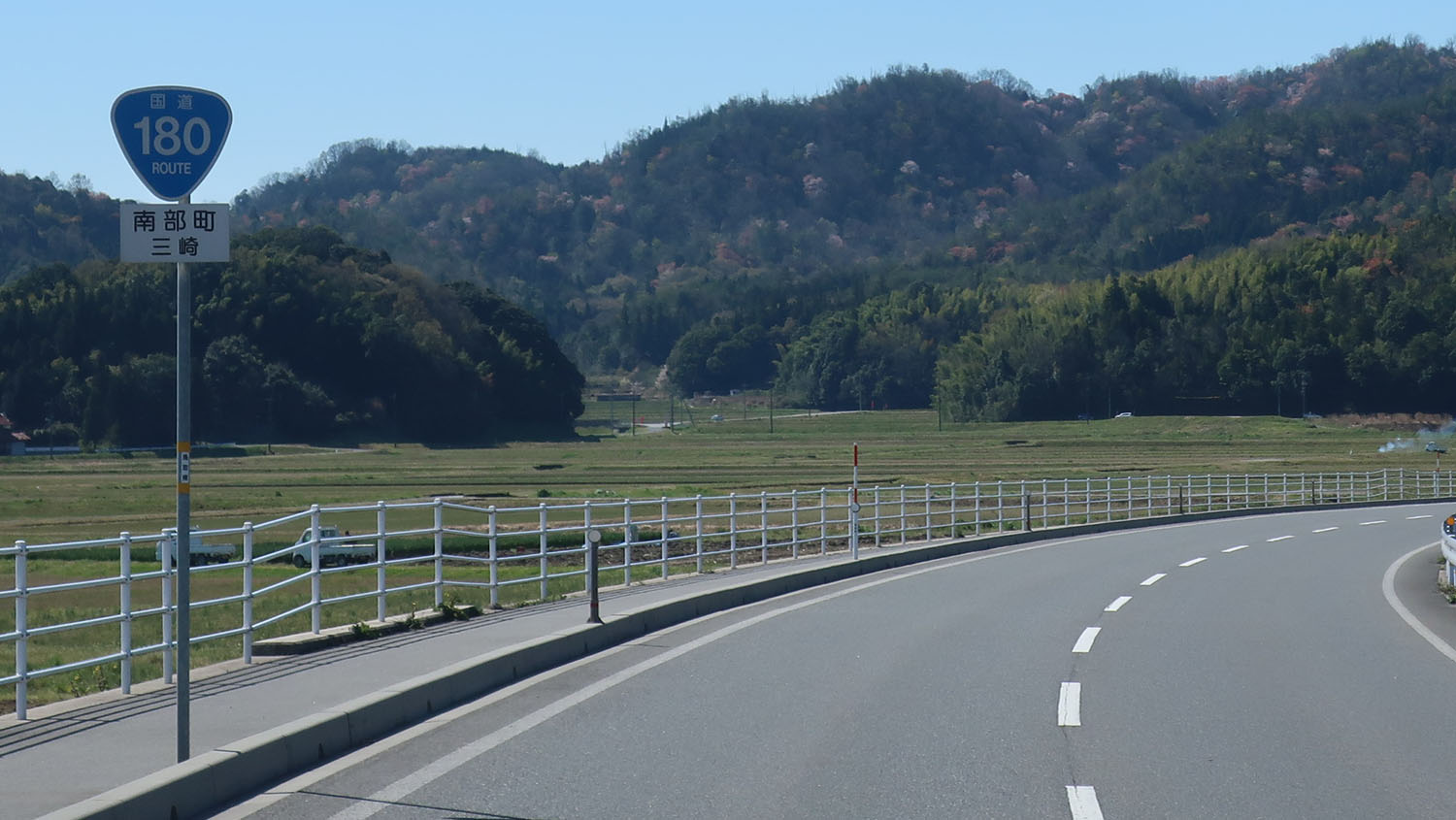
南部バイパス
鳥取県西伯郡南部町三崎

南部バイパス（なんぶバイパス）は、日本の一般国道である国道180号のバイパスである。

## 概要
米子市吉谷で米子バイパスと接続している。
山陰自動車道への接続改善などを目的に、鳥取県が事業費約44億円を投じて建設した。

### 路線データ
- 起点：鳥取県西伯郡南部町阿賀
- 終点：鳥取県米子市吉谷
- 総距離：4.2km
- 道路規格：第3種第2級
- 幅員：10.5m
- 設計速度：60km/h
- 車線数：片側1車線
- 事業費：約44億円

## 沿革
- 2011年（平成23年）6月：西伯郡南部町阿賀〜西伯郡南部町清水川間1.4kmが開通[1]。
- 2014年（平成26年）3月15日：西伯郡南部町清水川〜米子市吉谷間2.8kmが完成、全線開通[1]。
- 2014年（平成26年）3月31日：鳥取県告示第232号により、南部バイパスに並行する現道区間（西伯郡南部町阿賀〜米子市吉谷間）の管理が鳥取県から南部町・米子市に移管され、南部町道3350号阿賀東西町線・米子市道4271号旧国道吉谷古市線・米子市道4274号旧国道吉谷線となった[2][3]。

## 交差する道路
- 上側が起点側、下側が終点側。左側が上り側、右側が下り側。
- 交差する道路の特記がないものは市町道。

| 交差する道路                                            | 交差する道路                          | 交差する場所 （）は地名 | 岡山から (km) | 備考 |
| ------------------------------------------------------- | ------------------------------------- | ----------------------- | ------------- | ---- |
| 国道180号 庄原・日南方面                                |                                       |                         |               |      |
| 町道3343号旧県道清水川阿賀線（旧県道1号）               | 県道1号溝口伯太線                     | 阿賀                    |               |      |
|                                                         |                                       | つくし保育園前          |               |      |
| -                                                       | 町道3350号阿賀東西町線（旧国道180号） | 阿賀北                  |               |      |
| 県道1号溝口伯太線                                       | 町道3351号清水川福成線（旧県道254号） | （清水川）              |               |      |
| 県道244号境車尾線                                       | 町道3352号福成境線（旧県道244号）     | 境（さかえ）            |               |      |
| -                                                       | 市道4274号旧国道吉谷線（旧国道180号） | （吉谷）                |               |      |
| 国道180号（米子バイパス） 松江・米子市街・E9 山陰道方面 |                                       |                         |               |      |